# Anthophora ireos
Anthophora ireos là một loài Hymenoptera trong họ Apidae. Loài này được Pallas mô tả khoa học năm 1773.